# 미와 아키히로
미와 아키히로(美輪 明宏, 1935년 5월 15일 ~ )는 일본의 싱어송라이터, 연출가, 배우이다. 나가사키현 나가사키시에서 태어났으며, 본명은 마루야마 아키히로(아명: 신고)이다.

## 출연

### 드라마
- 요시츠네 (2005년, NHK) - 키이치 호겐 역
- 연속 TV 소설 하나코와 앤 (2014년, NHK) - 내레이션

### 영화
- 모노노케 히메 (1997년) 모로 역
- 하울의 움직이는 성 (2004년) 황야의 마녀 역
- 아르세우스 초극의 시공으로 (2009년) 아르세우스 역